# Mekong
Mekong je čezmejna reka v vzhodni in jugovzhodni Aziji. Je dvanajsta najdaljša reka na svetu in tretja najdaljša v Aziji. Njegova ocenjena dolžina je 4909 km in odmaka območje 795.000 km², pri čemer izpusti 475 km³ vode letno.
S Tibetanske planote reka teče skozi Kitajsko, Mjanmar, Laos, Tajsko, Kambodžo in Vietnam. Ekstremne sezonske razlike v pretoku ter prisotnost brzic in slapov v Mekongu otežujejo plovbo. Kljub temu je reka glavna trgovska pot med zahodno Kitajsko in jugovzhodno Azijo. Ob sami reki živi okoli 90 milijonov ljudi, ki so v večini odvisni od reke in od z njo povezanih gospodarskih dejavnosti.

## Imena
Mekong se je prvotno imenoval Mae Nam Khong iz skrajšane oblike Tai, skrajšane v Mae Khong. V tajščini in Laosu se Mae Nam (mati vode) uporablja za velike reke, Khong pa je pravilno ime za reko Khong. Vendar je Khong arhaična beseda, ki pomeni »reka«, izposojena iz avstroazijskih jezikov, kot sta vietnamska sông (iz *krong) in Mon kruŋ – »reka«, kar je vodilo do kitajščine 江, katere starokitajska izgovorjava je bila rekonstruirana kot /*kˤroŋ/ in ki je dolgo služilo kot pravo ime Jangceja, preden je postalo generična beseda za glavne reke. Prvim evropskim trgovcem je bila reka Mekong znana tudi kot reka Mekon, reka May-Kiang in reka Kambodža.
1. Od Tai:
  - Tajsko: แม่น้ำโขง, [mɛ̂ː náːm kʰǒːŋ], ali samo 'แม่โขง' [mɛ̂ː kʰǒːŋ].
  - Laoško: ແມ່ນ້ຳຂອງ, [mɛː nâːm kʰɔːŋ], ນ້ຳຂອງ [nâːm kʰɔːŋ].
  - Tai Lue: น้ำแม่ของ [nâːm mɛː kʰɔ̌ːŋ], น้ำของ [nâːm kʰɔ̌ːŋ].
  - Kmersko: មេគង្គ Mékôngk [meːkɔŋ], ទន្លេមេគង្គ Tônlé Mékôngk [tɔnlei meikɔŋ].
  - Burmansko: မဲခေါင်မြစ်, IPA: [mɛ́ɡàʊɰ̃ mjɪ̰ʔ].
  - Shan: ၼမ်ႉၶွင် [nâm.kʰɔ̌ŋ] or ၼမ်ႉမႄႈၶွင် [nâm.mɛ.kʰɔ̌ŋ].
  - Kitajščina: 湄公河; Méigōng hé.
  - Vietnamsko:Sông Mê Kông (IPA: [ʂə̄wŋm mē kə̄wŋm]).
2. Drugo:
  - Vietnamsko: Sông Cửu Long, (九龍 reka Devetih zmajev [ʂə̄wŋm kɨ̂w lāwŋm]).
  - Kmersko: ទន្លេធំ Tônlé Thum [tɔnlei tʰum] (lit. »Velika reka«).
  - Khmuic:[ŏ̞m̥ kʰrɔːŋ̊], ŏ̞m̥ pomeni 'reka' ali 'voda', tukaj pomeni 'reka', kʰrɔːŋ̊ pomeni 'kanal'. Torej ŏ̞m̥ kʰrɔːŋ̊ pomeni 'kanalska reka'. V starodavnih časih so jo Khmujski ljudje imenovali [ŏ̞m̥ kʰrɔːŋ̊ ɲă̞k̥] ali [ŏ̞m̥ kʰrɔːŋ̊ ɟru̞ːʔ], kar pomeni 'ogromna kanalska reka' oziroma 'globoka kanalska reka'.

## Potek
Mekong izvira kot Za Qu (tibetansko: རྫ་ཆུ་, Wylie: rDza chu, ZYPY: Za qu; kitajsko: 扎曲; pinjin: Zā Qū) in kmalu postane znan kot Lancang (poenostavljena kitajščina: 澜沧江; tradicionalna kitajska: 瀾滄江; pinjin: Láncāng Jiāng, iz starega imena laoškega kraljestva Lan Šang; znake lahko dobesedno razumemo tudi kot »burna zelena reka«). Izvira na »povirnem območju treh rek« (Sandžiangjuan) na tibetanski planoti v nacionalnem naravnem rezervatu Sandžiangjuan. Rezervat ščiti povirje Rumene reke (Huang He), Jangce in Mekonga od severa proti jugu. Teče skozi Tibetansko avtonomno regijo in nato jugovzhodno v provinco Junan, nato pa območje treh vzporednih rek v gorovju Hengduan, skupaj z Jangcejem na vzhodu in reko Salween (Nu Jiang v kitajščini) na zahodu.
Nato se Mekong sreča z mejo med Kitajsko in Mjanmarom in teče približno 10 km vzdolž te meje, dokler ne doseže tromeje Kitajske, Mjanmara in Laosa. Od tam teče proti jugozahodu in tvori mejo med Mjanmarom in Laosom v dolžini približno 100 km, dokler ne doseže tromeje Mjanmar, Laos in Tajska. To je tudi točka sotočja z reko Ruak (ki sledi meji med Tajsko in Mjanmarom) in Mekongom. Območje te tromeje se včasih imenuje Zlati trikotnik, čeprav se izraz nanaša tudi na veliko večje območje teh treh držav, ki je bilo razvpito kot območje proizvodnje drog.
Od tromeje Zlatega trikotnika Mekong zavije proti jugovzhodu in za kratek čas tvori mejo Laosa s Tajsko.
Khon Pi Long je niz brzic vzdolž 1,6-kilometrskega odseka reke Mekong, ki deli Chiang Rai in provinco Bokeo v Laosu. Ime brzic pomeni »kjer je duh izgubil svojo pot«. Nato zavije proti vzhodu v notranjost Laosa, teče najprej proti vzhodu in nato proti jugu približno 400 km, preden se spet sreča z mejo s Tajsko. Ponovno določa mejo med Laosom in Tajsko v dolžini približno 850 km, ko teče najprej proti vzhodu, mimo glavnega mesta Laosa, Vientiane, nato pa zavije proti jugu. Drugič reka zapusti mejo in teče proti vzhodu v Laos kmalu mimo mesta Pakse. Nato se obrne in teče bolj ali manj neposredno proti jugu ter prečka Kambodžo.
Pri Phnom Penhu se reki na desnem bregu pridruži sistem reke in jezera Tonlé Sap. Ko je Mekong nizek, je Tonle Sap pritok: voda teče iz jezera in reke v Mekong. Ko Mekong poplavi, se tok obrne: poplavna voda Mekonga teče navzgor po Tonlé Sapu.
Takoj po izlivu reke Sap v Mekong pri Phnom Penhu se reka Bassac odcepi z desnega (zahodnega) brega. Reka Bassac je prvi in glavni pritok Mekonga. To je začetek  delte Mekonga. Dve reki, Bassac na zahodu in Mekong na vzhodu, kmalu zatem vstopita v Vietnam. V Vietnamu se Bassac imenuje reka Hậu (Sông Hậu ali Hậu Giang); glavni, vzhodni krak Mekonga se imenuje reka Tiền ali Tiền Giang. V Vietnamu pritoki vzhodne (glavne, Mekongove) veje vključujejo reko Mỹ Tho, reko Ba Lai, reko Hàm Luông in reko Cổ Chiên.

## Porečje
Porečje Mekonga lahko razdelimo na dva dela: »porečje zgornjega Mekonga« v Tibetu in »porečje spodnjega Mekonga« od Junana navzdol od Kitajske do Južnokitajskega morja. Od izvira do ustja se najstrmejši padec Mekonga zgodi v zgornjem delu porečja Mekonga na odseku v dolžini približno 2200 km. Tu se spusti za 4500 m, preden vstopi v spodnje porečje, kjer se meje Tajske, Laosa, Kitajske in Mjanmara združijo v Zlati trikotnik. Dolvodno od Zlatega trikotnika reka teče nadaljnjih 2600 km skozi Laos, Tajsko in Kambodžo, preden vstopi v Južnokitajsko morje preko kompleksnega sistema delte v Vietnamu. 

### Zgornji tok
Zgornje porečje predstavlja 24 % celotne površine in prispeva 15–20 % vode, ki se izliva v reko Mekong. Porečje je tu strmo in ozko. Erozija tal je bila velik problem in približno 50 % sedimenta v reki prihaja iz zgornjega porečja.
V provinci Junan na Kitajskem so reka in njeni pritoki omejeni z ozkimi, globokimi soteskami. Rečni sistemi pritokov v tem delu porečja so majhni. Samo 14 jih ima porečja, ki presegajo 1000 km², vendar je največja količina izgube gozdne pokritosti v celotnem rečnem sistemu na kvadratni kilometer nastala v tej regiji zaradi velikega nenadzorovanega povpraševanja po naravnih virih. Na jugu Junana, v prefekturah Simao in Xishuangbanna, se reka spreminja, ko se dolina odpre, poplavna nižina postane širša, reka pa postane širša in počasnejša.

### Spodnji tok
V spodnjem porečju se razvijejo večji sistemi pritokov. Te sisteme je mogoče ločiti v dve skupini: pritoki, ki prispevajo k večjim tokovom v mokri sezoni, in pritoki, ki odvajajo nizke reliefne regije z nižjo količino padavin. Prva skupina so pritoki na levi breg, ki odmakajo območja z veliko padavinami v Laosu. Druga skupina so tisti na desnem bregu, predvsem reki Mun in Chi, ki odmakata velik del severovzhodne Tajske.
Laos skoraj v celoti leži v porečju spodnjega Mekonga. Podnebje, pokrajina in raba tal so glavni dejavniki, ki oblikujejo hidrologijo reke. Gorska pokrajina pomeni, da se samo 16 % države obdeluje v nižinskih terasah ali v višinah. Pri kmetijstvu, ki se premika v višine (posek in sežig), si tla opomorejo v 10 do 20 letih, vegetacija pa ne. Premikovna pridelava je običajna v visokogorju severnega Laosa in naj bi predstavljala kar 27 % celotne površine, za katero se prideluje riž. Tako kot drugod v porečju se je gozdna pokritost v zadnjih treh desetletjih vztrajno zmanjševala zaradi preusmerjanja kmetijstva na trajno kmetijstvo. Kumulativni vplivi teh dejavnosti na rečni režim niso bili izmerjeni. Vendar pa so bili hidrološki vplivi sprememb pokrovnosti tal, ki jih je povzročila vietnamska vojna, kvantificirani v dveh porečjih spodnjega porečja reke Mekong.
Izguba gozdne pokritosti na tajskih območjih spodnjega porečja je bila največja v vseh državah spodnjega Mekonga v zadnjih 60 letih. Na planoti Khorat, ki vključuje sistema pritokov Mun in Chi, se je gozdnatost zmanjšala z 42 % leta 1961 na 13 % leta 1993. Čeprav ima ta del severovzhodne Tajske letno več kot 1000 mm padavin, visoka stopnja izhlapevanja pomeni, da je razvrščen kot polsušna regija. Posledično, čeprav porečji Mun in Chi izsušita 15 % celotnega porečja Mekonga, prispevata le 6 % povprečnega letnega pretoka. Peščena in slana tla so najpogostejši tipi tal, zaradi česar večina zemlje ni primerna za gojenje mokrega riža. Kljub slabi rodnosti pa je kmetijstvo intenzivno. Glavne poljščine so lepljivi riž, koruza in kasava. Suša je daleč največja hidrološka nevarnost v tej regiji.
Ko Mekong vstopi v Kambodžo, se je več kot 95 % njegovih tokov že pridružilo reki. Od tu naprej navzdol je teren raven in vodostaji namesto volumni pretoka določajo gibanje vode po pokrajini. Sezonski cikel spreminjanja nivoja vode v Phnom Penhu povzroči edinstveno »obračanje toka« vode v veliko jezero in iz njega preko reke Tonlé Sap. Phnom Penh je tudi začetek sistema delte reke Mekong. Tukaj glavni tok začne razpadati na vedno večje število vej.
V Kambodži je mokri riž glavni pridelek in ga gojijo na poplavnih ravnicah rek Tonlé Sap, Mekong in Bassac (raztok delte Mekonga, znan kot Hậu v Vietnamu). Več kot polovica Kambodže je še vedno pokrita z mešanim zimzelenim in listopadnim širokolistnim gozdom, vendar se je gozdnatost zmanjšala s 73 % leta 1973 na 63 % leta 1993. Tu je rečna pokrajina ravninska. Majhne spremembe nivoja vode določajo smer gibanja vode, vključno z obsežnim obračanjem toka v in iz porečja Tonlé Sap iz reke Mekong.
Mekongova delta v Vietnamu se intenzivno obdeluje in ima malo naravne vegetacije. Gozdnatost je manjša od 10 %. V osrednjem višavju Vietnama se je pokritost z gozdovi zmanjšala z več kot 95 % v 1950-ih na približno 50 % sredi 1990-ih. Širitev kmetijstva in pritisk prebivalstva sta glavna razloga za spremembo rabe zemljišč in krajine. Tako suša kot poplava sta pogosti nevarnosti v delti, za katero mnogi verjamejo, da je najbolj občutljiva na hidrološke spremembe v zgornjem toku.

### Vodni tok vzdolž njenega toka
Tabela 1: Delež države v porečju reke Mekong (MRB) in vodnih tokov
|                 | Kitajska | Mjanmar | Laos    | Tajska  | Kambodža | Vietnam | Skupaj  |
| Porečje (km2)   | 165.000  | 24.000  | 202.000 | 184.000 | 155.000  | 65.000  | 795.000 |
| Prispevek % MRB | 21       | 3       | 25      | 23      | 20       | 8       | 100     |
| Tok % of MRB    | 16       | 2       | 35      | 18      | 18       | 11      | 100     |

Ob upoštevanju hidroloških režimov fiziološke rabe zemljišč ter obstoječega načrtovanega in potencialnega razvoja virov je Mekong razdeljen na šest različnih odsekov:
Odsek 1: Lancang Jiang ali reka Zgornji Mekong na Kitajskem. V tem delu reke je glavni vir vode ki teče v reko taljenje snega na Tibetanski planoti. Ta količina vode se včasih imenuje »komponenta Junan« in ima pomembno vlogo v hidrologiji nizkega pretoka spodnjega glavnega toka. Celo dolvodno kot Kratie komponenta Junan predstavlja skoraj 30 % povprečnega pretoka sušne sezone. Velika skrb je da bi lahko tekoča in načrtovana širitev jezov in rezervoarjev na glavnem toku Mekonga v Junanu pomembno vplivala na režim nizkega pretoka sistema porečja spodnjega Mekonga.
Odsek 2: Okrožje Chiang Saen do Vientiana in Nong Khaija. Ta predel je skoraj v celoti gorat in pokrit z naravnim gozdom čeprav je bilo zelo razširjeno kmetijstvo s terasami in požigalništvom. Čeprav tega območja ne moremo označiti za »neokrnjenega« je hidrološki odziv morda najbolj naraven in nemoten od vseh spodnjih porečij. Mnogi hidrološki vidiki spodnjega porečja se začnejo hitro spreminjati na spodnji meji tega odseka.
19. julija 2019 je ta odsek reke padel na najnižjo raven v stoletju. Uradniki so še posebej zaskrbljeni ker je bil julij v deževnem obdobju ko so glavni tokovi v preteklosti obilni. Lokalni prebivalci za nizko vodo krivijo novozgrajeni jez Xayaburi v severnem Laosu, ki vstopa v testno fazo pred začetkom komercialnega obratovanja oktobra 2019.
Odsek 3: Vientiane in Nong Khai do Pakseja. Meja med Odsekom 2 in 3 je tam kjer se hidrologija Mekonga začne spreminjati. Odsek 2 prevladuje v mokrih in suhih sezonah s komponento Junan. Na Odseku 3 vse bolj vplivajo prispevki velikih pritokov na levem bregu v Laosu in sicer reke Nam Ngum, Nam Theun, Nam Hinboun, Se Bang Fai, Se Bang Hieng in Se Done. Rečni sistem Mun-Chi z desnega brega na Tajskem vstopi v glavni tok znotraj tega Odseka.
Odsek 4: Pakse do Kratie. Glavni hidrološki prispevki k glavnemu toku na tem območju prihajajo iz porečij Se Kong, Se San in Sre Pok. Te reke skupaj tvorijo največjo hidrološko podkomponento spodnjega porečja. Več kot 25 % povprečnega letnega volumna pretoka v glavni tok pri Kratie prihaja iz teh treh porečij. So ključni element v hidrologiji tega dela sistema zlasti za obrat toka Tonlé Sap.
Odsek 5: Kratie do Phnom Penha. Ta odsek vključuje hidravlične zapletenosti kamboške poplavne ravnice Tonlé Sap in Velikega jezera. Do tega odseka je več kot 95 % celotnega toka vstopilo v sistem Mekong. Poudarek se obrne s hidrologijo in izpusta vode na oceno nivoja vode prekobrežno shranjevanje in poplavljanje ter hidrodinamiko ki določa čas trajanje in obseg sezonskega obračanja toka v Veliko jezero in iz njega.
Odsek 6: Phnom Penh do Južnokitajskega morja. Tu se glavni tok razdeli na kompleksen in vedno bolj nadzorovan in umeten sistem vej in kanalov. Ključne značilnosti obnašanja toka so vplivi plimovanja in vdor slane vode. Vsako leto je v deževnem obdobju poplavljenih 35–50 % tega območja. Vpliv cestnih nasipov in podobne infrastrukturne gradnje na gibanje te poplavne vode je vse pomembnejša posledica razvoja.
Tabela 2 povzema povprečne letne pretoke vzdolž glavnega toka. Povprečni letni pretok ki vstopa v spodnji Mekong iz Kitajske je enakovreden relativno skromni globini odtoka 450 mm. Dolvodno od Vientiana se to poveča na več kot 600 mm ko glavni pritoki na levem bregu vstopijo v glavni tok predvsem Nam Ngum in Nam Theun. Nivo pretoka spet pade tudi z desnim bregom vstopa sistema Mun-Chi iz Tajske. Čeprav porečje Mun-Chi odmaka 20 % spodnjega sistema je povprečni letni odtok le 250 mm. Odtok v glavnem toku se ponovno poveča z vstopom z levega brega Se Konga iz južnega Laosa ter rek Se San in Sre Pok iz Vietnama in Kambodže.
Tabela 2: Glavni letni pretok spodnjega Mekonga (1960 do 2004) na izbranih mestih.
| Območje glavnega toka | Porečje (km2) | Povprečni letni pretok |             |            | % skupaj Mekong |
| --------------------- | ------------- | ---------------------- | ----------- | ---------- | --------------- |
|                       |               | pretok m3/s            | Volumen km3 | Odtok (mm) |                 |
| Chiang Saen           | 189.000       | 2700                   | 85          | 450        | 19              |
| Luang Prabang         | 268.000       | 3900                   | 123         | 460        | 27              |
| Chiang Khan           | 292.000       | 4200                   | 133         | 460        | 29              |
| Vientiane             | 299.000       | 4400                   | 139         | 460        | 30              |
| Nong Khai             | 302.000       | 4500                   | 142         | 470        | 31              |
| Nakhon Phanom         | 373.000       | 7100                   | 224         | 600        | 49              |
| Mukdahan              | 391.000       | 7600                   | 240         | 610        | 52              |
| Pakse                 | 545.000       | 9700                   | 306         | 560        | 67              |
| Stung Treng           | 635.000       | 13.100                 | 413         | 650        | 90              |
| Kratié                | 646.000       | 13.200                 | 416         | 640        | 91              |
| Skupaj                | 760.000       | 14.500                 | 457         | 600        | 100             |

Pretoki pri Chiang Saenu ki vstopajo v nižjo kotlino iz Junana predstavljajo približno 15 % pretoka deževne sezone v Kratieju. To naraste na 40 % v sušnem obdobju tudi tako daleč navzdol. Med deževno sezono se delež povprečnega pretoka ki prihaja iz Junana hitro zmanjša dolvodno od Chiang Saena s 70 % na manj kot 20 % pri Kratieju. Prispevek sušne sezone iz Junana je veliko pomembnejši. Večji del bilance prihaja iz Laosa kar kaže na veliko razliko v hidrologiji nizkega pretoka reke. En del izvira iz taljenja snega na Kitajskem in v Tibetu preostanek pa iz skladiščenja v porečju čez sezono v spodnjem porečju. To vpliva na pojav sušnih razmer. Na primer če je odtok zaradi taljenja snega v katerem koli letu zelo nizek potem bi bili pretoki gorvodno od Vientiane-Nong Khai nižji.
V velikem rečnem sistemu kot je Mekong so lahko sezonski pretoki iz leta v leto precej spremenljivi. Čeprav je vzorec letnega hidrografa dokaj predvidljiv njegova velikost ni. Povprečni mesečni pretoki vzdolž glavnega toka so navedeni v tabeli 3 ki prikazuje njihov razpon in spremenljivost iz leta v leto. V Pakseju bi na primer pretok poplavne sezone v avgustu presegel 20.000 kubičnih metrov na sekundo devet let od desetih vendar bi presegel 34.000 m³/s samo eno leto od desetih.
Tabela 3: Mesečni pretok glavnega toka Mekonga 1960–2004 (m3/s).
| Mesec | Chiang Saen | Luang Prabang | Vientiane | Nakhon Phanom | Mukdahan | Pakse | Kratie |
| ----- | ----------- | ------------- | --------- | ------------- | -------- | ----- | ------ |
| Jan   | 1150        | 1690          | 1760      | 2380          | 2370     | 2800  | 3620   |
| Feb   | 930         | 1280          | 1370      | 1860          | 1880     | 2170  | 2730   |
| Mar   | 830         | 1060          | 1170      | 1560          | 1600     | 1840  | 2290   |
| Apr   | 910         | 1110          | 1190      | 1530          | 1560     | 1800  | 2220   |
| Maj   | 1300        | 1570          | 1720      | 2410          | 2430     | 2920  | 3640   |
| Jun   | 2460        | 3110          | 3410      | 6610          | 7090     | 8810  | 11200  |
| Jul   | 4720        | 6400          | 6920      | 12800         | 13600    | 16600 | 22200  |
| Avg   | 6480        | 9920          | 11000     | 19100         | 20600    | 26200 | 35500  |
| Sep   | 5510        | 8990          | 10800     | 18500         | 19800    | 26300 | 36700  |
| Okt   | 3840        | 5750          | 6800      | 10200         | 10900    | 15400 | 22000  |
| Nov   | 2510        | 3790          | 4230      | 5410          | 5710     | 7780  | 10900  |
| Dec   | 1590        | 2400          | 2560      | 3340          | 3410     | 4190  | 5710   |

Iz podatkov zadnjih 45 let je malo dokazov o kakršnih koli sistematičnih spremembah v hidrološkem režimu Mekonga.

## Geologija
Vzorci notranjega odtoka Mekonga so nenavadni v primerjavi z vzorci drugih velikih rek. Večina velikih rečnih sistemov, ki odmakajo notranjost celin, kot so Amazonka, Kongo in Misisipi, ima razmeroma preprosta dendritična omrežja pritokov, ki spominjajo na razvejano drevo.
Običajno se takšni vzorci razvijejo v porečjih z blagimi pobočji, kjer je temeljna geološka struktura dokaj homogena in stabilna, ki izvaja malo ali nič nadzora nad morfologijo rek. V izrazitem nasprotju so mreže pritokov Salween, Jangce in zlasti Mekong zapletene z različnimi podporečji, ki pogosto kažejo podobne a vendar različne drenažne vzorce. Ti kompleksni drenažni sistemi so se razvili v okolju, kjer je temeljna geološka struktura heterogena in aktivna ter je glavni dejavnik, ki nadzoruje tok rek in pokrajine, ki jo izrezujejo.
Nadmorska višina Tibetanske planote v terciarnem obdobju je bila pomemben dejavnik pri nastanku jugozahodnega monsuna, ki je prevladujoča klimatska kontrola, ki vpliva na hidrologijo porečja Mekong. Razumevanje narave in časa dviga Tibeta (in Centralnega višavja v Vietnamu) torej pomaga razložiti izvor sedimenta, ki danes doseže delto in Veliko jezero Tonlé Sap. Študije o izvoru sedimentov v delti Mekonga razkrivajo veliko spremembo v izvoru sedimentov pred približno osmimi milijoni let (Ma). Od 36 do 8 milijonov let je večina (76 %) usedlin, odloženih v delti, nastala zaradi erozije kamninske podlage na območju treh rek. Od 8 Ma do danes pa je prispevek iz območja treh rek padel na 40 %, medtem ko se je prispevek iz Centralnega višavja povečal z 11 na 51 %. Eden najbolj presenetljivih zaključkov študij porekla je majhen prispevek sedimenta iz drugih delov porečja Mekonga, zlasti planote Khorat, vzpetin severnega Laosa in severne Tajske ter gorskih verig južno od območja Treh rek.
Zadnje ledeniško obdobje se je nenadoma končalo pred približno 19.000 leti, ko se je gladina morja hitro dvignila in dosegla najvišjo višino približno 4,5 m nad sedanjo gladino v zgodnjem holocenu okoli 8 tisoč let pred sedanjostjo. V tem času je obala Južnokitajskega morja skoraj dosegla Phnom Penh in jedra, pridobljena v bližini Angkor Boreja, so vsebovala sedimente, odložene pod vplivom plimovanja, ter usedline slanega močvirja in mangrovega močvirja. Sedimenti, odloženi v Velikem jezeru Tonlé Sap približno v tem času (7,9–7,3 tisoč let), prav tako kažejo znake morskega vpliva, kar kaže na povezavo z Južnokitajskim morjem. Čeprav hidravlični odnosi med sistemoma Mekong in Velikim jezerom Tonlé Sap v holocenu niso dobro razumljeni, je jasno, da je bilo pred 9000 do 7500 leti sotočje Tonlé Sapa in Mekonga v bližini Južnokitajskega morja.
Sedanja rečna morfologija delte Mekonga se je razvila v zadnjih 6000 letih. V tem obdobju je delta napredovala 200 km čez epikontinentalni pas Južnokitajskega morja in pokriva površino več kot 62.500 km2. Od 5,3 do 3,5 tisočletja je delta napredovala preko širokega zaliva, ki je nastal med višjimi legami blizu kamboške meje in vzpetinami severno od mesta Hošiminh. V tej fazi svojega razvoja je bila delta zaščitena pred valovi obalnih tokov in je bila v veliki meri zgrajena zaradi rečnih in plimskih procesov. V tem času je delta napredovala s hitrostjo 17–18 m na leto. Po 3,5 tisočletju pa se je delta razširila onkraj nabrežja in postala predmet valov in morskih tokov. Ti so preusmerili usedanje proti jugovzhodu v smeri polotoka Cà Mau, ki je ena najnovejših značilnosti delte.
Velik del svoje dolžine Mekong teče skozi kamninske kanale, tj. kanale, ki so omejeni s kamninsko podlago ali starimi naplavinami v strugi in rečnih bregovih. Geomorfološke značilnosti, ki so običajno povezane z aluvialnimi odseki zrelih rek, kot so meandri, mrtvice, odseki in obsežna poplavna območja, so omejene na kratek odsek glavnega toka okoli Vientiane in dolvodno od Kratieja, kjer reka razvije aluvialne kanale, ki so nenadzorovani, ki jih omogoča osnovna kamnina.
Porečje Mekonga se običajno ne šteje za potresno aktivno območje, saj velik del porečja pokriva razmeroma stabilen celinski blok. Kljub temu so v delih porečja v severnem Laosu, severni Tajski, Mjanmaru in na Kitajskem pogosti potresi in tresljaji. Magnituda teh potresov redko preseže 6,5 stopnje po Richterjevi lestvici in verjetno ne bodo povzročili gmotne škode.

## Zgodovina
Težavnost plovbe po reki je povzročila, da je ljudi, ki živijo blizu nje, razdelila, namesto združila. Najzgodnejše znane naselbine segajo v leto 210 pr. n. št., pri čemer je Ban Chiang odličen primer kulture zgodnje železne dobe. Najzgodnejša zabeležena civilizacija je bila indijsko-kmerska kultura Funan iz 1. stoletja v delti Mekonga. Pri izkopavanjih v kraju Oc Eo, blizu sodobnega An Gianga, so našli kovance celo iz Rimskega cesarstva. To je okoli 5. stoletja nasledila država kmerske kulture Chenla. Kmersko cesarstvo Angkor je bilo zadnja velika indijanizirana država v regiji. Približno od časa padca Kmerskega cesarstva je bil Mekong frontna črta med nastajajočima državama Siam in Tonkin (Severni Vietnam), z Laosom in Kambodžo, takrat na obali, razpeta med njunim vplivom.
Prvi Evropejec, ki je naletel na Mekong, je bil Portugalec António de Faria leta 1540. Evropski zemljevid iz leta 1563 prikazuje reko, čeprav je bilo takrat malo znanega o reki gorvodno od delte. Evropsko zanimanje je bilo sporadično: Španci in Portugalci so organizirali nekaj misijonarskih in trgovskih odprav, medtem ko je Nizozemec Gerrit van Wuysthoff v letih 1641–42 vodil odpravo po reki navzgor do Vientiana.
Francozi so vdrli v regijo sredi 19. stoletja, leta 1861 zavzeli Sajgon in leta 1863 vzpostavili protektorat nad Kambodžo.
Prvo sistematično evropsko raziskovanje se je začelo s francosko odpravo na Mekong pod vodstvom Ernesta Doudarda de Lagréeja in Francisa Garnierja, ki se je med letoma 1866 in 1868 povzpela po reki od njenega ustja do Junana. Njihova glavna ugotovitev je bila, da ima Mekong preveč slapov in brzic, da bi bila uporabna za plovbo. Izvir reke je leta 1900 našel Pjotr Kuzmič Kozlov.
Od leta 1893 so Francozi razširili svoj nadzor nad reko v Laos in do prvega desetletja 20. stoletja ustanovili Francosko Indokino. To je trajalo, dokler prva in druga indokitajska vojna nista izgnali Francozov iz njihove nekdanje kolonije in premagali vlad, ki so jih podpirale ZDA.
Med vojnami na Indokikitajskem polotoku v 1970-ih je v kamboškem delu Mekonga (kot tudi v drugih vodnih poteh države) potonila znatna količina eksploziva (včasih cele barke, naložene z vojaškim ubojnim sredstvom). Poleg nevarnosti za ribiče neeksplodirana ubojna sredstva povzročajo težave tudi pri gradnji mostov in namakalnih sistemov. Od leta 2013 se kamboški prostovoljci ob podpori Urada za odstranjevanje orožja in zmanjšanje emisij v okviru Urada za politično-vojaške zadeve ameriškega zunanjega ministrstva usposabljajo za izvajanje podvodnega odstranjevanja eksploziva.
Leta 1995 so Laos, Tajska, Kambodža in Vietnam ustanovili Komisijo za reko Mekong (MRC) za upravljanje in usklajevanje uporabe in skrbi za Mekong. Leta 1996 sta Kitajska in Mjanmar postala »partnerja v dialogu« MRC in šest držav zdaj sodeluje v okviru sodelovanja. Leta 2000 so vlade Kitajske, Laosa, Tajske in Mjanmara podpisale sporazum o komercialni plovbi na reki Lancang-Mekong, ki je mehanizem za sodelovanje v zvezi z rečno trgovino v zgornjem delu Mekonga.

## Naravna zgodovina
Porečje Mekonga je eno najbogatejših območij biotske raznovrstnosti na svetu. Samo Amazonka se ponaša z višjo stopnjo biotske raznovrstnosti. Ocene biote za podregijo Velikega Mekonga (GMS) vključujejo 20.000 rastlinskih vrst, 430 sesalcev, 1200 ptic, 800 plazilcev in dvoživk ter približno 850 vrst sladkovodnih rib (brez evrihalinskih vrst, ki jih najdemo predvsem v slani ali brakični vodi) kot vnesena vrsta). Zvrstno najbolj bogata reda med sladkovodnimi ribami v porečju so krapovci (377 vrst) in som (92 vrst).
Iz Mekonga se redno opisujejo nove vrste. Leta 2009 je bilo v regiji opisanih 145 vrst, ki jih prej znanost ni poznala, vključno z 29 vrstami rib, dvema vrstama ptic, 10 plazilci, petimi sesalci, 96 rastlinami in šestimi dvoživkami. Med letoma 1997 in 2015 so v regiji odkrili povprečno dve novi vrsti na teden. Regija Mekong vključuje 16 ekoregij WWF Global 200, kar je največja koncentracija ekoregij v celinski Aziji.
V nobeni drugi reki ne živi toliko vrst zelo velikih rib. Največje vključujejo tri vrste Probarbus, ki lahko zrastejo do 1,5 m in tehtajo 70 kg, orjaškega sladkovodnega biča Himantura polylepis, syn. H. chaophraya, ki lahko doseže vsaj 5 m v dolžino in 1,9 m v širino, orjaški Pangasius sanitwongsei, azijski orjaški krap (Catlocarpio siamensis) in endemični mekonški orjaški som (Pangasianodon gigas). Zadnji trije lahko zrastejo do približno 3 m v dolžino in tehtajo 300 kg. Vse to se je drastično zmanjšalo zaradi jezov, nadzora poplav in prelova.
Ena vrsta sladkovodnih delfinov, iravadski delfin (Orcaella brevirostris), je bila nekoč pogosta v celotnem spodnjem Mekongu, zdaj pa je zelo redka, saj je ostalo le še 85 posameznikov.
Med drugimi močvirskimi sesalci, ki živijo v in ob reki, sta gladkodlaka vidra (Lutra perspicillata) in ribiška tigrasta mačka (Prionailurus viverrinus).
Ogroženi siamski krokodil (Crocodylus siamensis) se pojavlja v majhnih izoliranih žepih v severnem kamboškem in laoškem delu reke Mekong. Slanovodni krokodil letvičar (Crocodylus porosus) je nekoč živel od delte Mekonga navzgor po reki do Tonlé Sapa in naprej, vendar je zdaj v reki izumrl, poleg tega pa je izumrl v celotnem Vietnamu in morda celo v Kambodži.

### Zavarovana območja
- Povire Mekonga v okrožju Zadoi, Činghaj, Kitajska, je zaščiteno v nacionalnem naravnem rezervatu Sanjiangyuan. Ime Sanjiangyuan pomeni »izviri treh rek«. Rezervat vključuje tudi povirje Rumene reke in Jangce.
- Odsek reke, ki teče skozi globoke soteske v provinci Junan, je del zavarovanega območja treh vzporednih rek v Junanu, ki so na Unescovem seznamu svetovne dediščine.
- Biosferni rezervat Tonlé Sap v Kambodži vsebuje največje jezero v jugovzhodni Aziji. Je Unescov biosferni rezervat.

### Naravni fenomeni
Raven oseke reke v Kambodži je nižja od ravni plime na morju, tok Mekonga pa se obrne s plimovanjem na celotnem odseku v Vietnamu in vse do Phnom Penha. Zelo ravno območje delte Mekonga v Vietnamu je tako nagnjeno k poplavam, zlasti v provincah An Giang in Dong Thap (Đồng Tháp), blizu kamboške meje.

## Ribištvo
Vodna biotska raznovrstnost v sistemu reke Mekong je druga največja na svetu za Amazonko. Mekong se ponaša z največjo koncentracijo biotske raznovrstnosti na hektar med drugimi rekami. Največji zabeleženi sladkovodni ribi, 300-kilogramski orjaški sladkovodni bič leta 2022 in prej 293-kilogramski mekonški orjaški som leta 2005, sta bili ujeti v reki Mekong.
Komercialno dragocene vrste rib v Mekongu so na splošno razdeljene na »črne ribe«, ki živijo v plitvih vodah z nizko vsebnostjo kisika, ki se počasi premikajo, in »bele ribe«, ki naseljujejo globlje vode, bogate s kisikom, ki se hitro premikajo. Ljudje, ki živijo v sistemu reke Mekong, ustvarjajo številne druge vire hrane in dohodka od tega, kar pogosto imenujemo »druge vodne živali«, kot so sladkovodni raki, kozice, kače, želve in žabe.
Druge vodne živali predstavljajo približno 20 % celotnega ulova Mekonga. Ko govorimo o ribištvu, je ulov običajno razdeljen na divji ribolov (tj. ribe in druge vodne živali, ujete v njihovem naravnem habitatu) in ribogojstvo (ribe, gojene v nadzorovanih pogojih). Divji ribolov ima najpomembnejšo vlogo pri podpori preživetja. Divji ribolov je večinoma ribolov odprtega dostopa, do katerega lahko revni podeželski ljudje dostopajo zaradi hrane in zaslužka.
Na splošno obstajajo tri vrste ribjih habitatov v Mekongu: i) reka, vključno z vsemi glavnimi pritoki, reke v večjih poplavnih območjih in Tonlé Sap, ki skupaj prinesejo približno 30 % divjega ulova; ii) deževno napajana mokrišča zunaj območja rečnih poplavnih ravnic, vključno predvsem z riževimi polji na nekdanjih gozdnatih območjih, ki so običajno poplavljena do približno 50 cm, kar daje približno 66 % divjega ulova; in iii) velika vodna telesa zunaj poplavnega območja, vključno s kanali in rezervoarji, ki dajejo približno 4 % divjega ulova.
Porečje Mekonga ima enega največjih in najproduktivnejših celinskih ribolovov na svetu. Ocenjuje se, da se letno izlovi dva milijona ton rib, poleg tega pa skoraj 500.000 ton drugih vodnih živali. Ribogojstvo daje približno dva milijona ton rib na leto. Tako porečje spodnjega Mekonga daje približno 4,5 milijona ton rib in vodnih proizvodov letno. Skupna gospodarska vrednost ribolova je med 3,9 in 7 milijardami ameriških dolarjev na leto. Samo divji ribolov je bil ocenjen na 2 milijardi USD na leto. Ta vrednost se znatno poveča, če je vključen multiplikacijski učinek, vendar se ocene zelo razlikujejo.
Ocenjuje se, da se v spodnjem Mekongu vsako leto zaužije 2,56 milijona ton celinskih rib in drugih vodnih živali. Vodni viri predstavljajo med 47 in 80 % živalskih beljakovin v podeželski prehrani ljudi, ki živijo v porečju spodnjega Mekonga. Ribe so najcenejši vir živalskih beljakovin v regiji in kakršen koli upad ribištva bo verjetno znatno vplival na prehrano, zlasti med revnimi. Ribe so glavni del prehrane v Laosu in Kambodži, saj približno 80 % letnega vnosa beljakovin kamboškega prebivalstva prihaja iz rib, ulovljenih v sistemu reke Mekong, brez drugega vira, ki bi jih lahko nadomestil. Poročilo MRC trdi, da bodo projekti jezov na reki Mekong do leta 2020 zmanjšali vodno življenje za 40 % in predvideva, da bo do leta 2040 izčrpanih 80 % rib. To bo vplivalo na Tajsko, saj se bodo njeni staleži rib v Mekongu zmanjšali za 55 %, v Laosu bo zmanjšan za 50 %, Kambodži za 35 % in Vietnamu za 30 %.
Ocenjuje se, da se 40 milijonov podeželskih ljudi, več kot dve tretjini podeželskega prebivalstva v spodnjem delu Mekonga, ukvarja z divjim ribolovom. Ribištvo pomembno prispeva k raznovrstni strategiji preživetja mnogih ljudi, zlasti revnih, ki so močno odvisni od reke in njenih virov za preživetje. Zagotavljajo glavno obliko dohodka za številne ljudi in delujejo kot varnostna mreža in strategija obvladovanja v času slabih kmetijskih pridelkov ali drugih težav. Samo v Laosu se 71 % podeželskih gospodinjstev (2,9 milijona ljudi) zanaša na ribištvo za preživetje ali dodatni denarni dohodek. Okoli jezera Tonlé Sap v Kambodži živi več kot 1,2 milijona ljudi v ribiških občinah, katerih preživetje je skoraj v celoti odvisnih od ribolova.

## Jezovi
Mekong je že močno zajezen, veliko več jezov je načrtovanih in v izgradnji, večinoma za proizvodnjo električne energije. Kitajska je med letoma 1995 in sredino 2019 zgradila deset ali enajst kaskadnih jezov na glavnem toku Mekonga, tako da so Vietnam, Laos, Kambodža in Tajska ostali brez enake količine vode kot pred naložbo. Kitajska, Laos in Kambodža jih načrtujejo in/ali gradijo še več. Mekong ima najhitreje rastočo mrežo hidroelektrarn med vsemi velikimi porečji na svetu. Laoška vlada si prizadeva rešiti državo iz revščine tako, da postane »baterija Azije«.
Kritiki se bojijo, da ima Kitajska zmožnost nadzora toka Mekonga vpliv nad državami nižjega toka, ki se zanašajo na dobro voljo Kitajske. V najslabšem možnem scenariju bi lahko Kitajska postavila zahteve žejnim državam nižjega toka, ki jih ne bi mogle zavrniti. »Kitajska bi lahko skratka uporabila svoje jezove za 'orožje vode'.« 
Jez Jinghong, od januarja 2020 najbližji kitajski jez gorvodno od tajske meje, je povzročil velika nihanja gladine reke, kar je vplivalo na preživetje ljudi dolvodno z motnjami naravnega cikla reke. Vpliva na ekosistem, moti selitvene vzorce rib, pa tudi obrežnih rastlin in lokalnega kmetijstva.

## Plovba
Reka Mekong je bila tisočletja pomemben kanal za ljudi in blago med številnimi mesti na njenih bregovih. Tradicionalne oblike trgovine z majhnimi čolni, ki povezujejo skupnosti, se nadaljujejo še danes, vendar pa reka postaja tudi pomembna povezava na mednarodnih trgovskih poteh, ki povezuje šest držav Mekonga med seboj in tudi s preostalim svetom. Mekong je še vedno divja reka in razmere za plovbo po njeni dolžini se zelo razlikujejo. Na splošno je plovba po reki razdeljena na zgornji in spodnji Mekong, pri čemer je »zgornji« del reke opredeljen kot odsek severno od slapov Khone v južnem Laosu, »spodnji« del pa kot odsek pod temi slapovi.
Ožji in bolj nemirni odseki vode v gorvodnih delih reke Mekong, skupaj z velikimi letnimi nihanji gladine vode, še naprej predstavljajo izziv za plovbo. Sezonska nihanja vodostaja neposredno vplivajo na trgovino v tem delu reke. Obseg ladijskega prometa se zmanjša za več kot 50 %, predvsem zaradi zmanjšanega ugreza, ki je na voljo v sezoni nizke vode (junij–januar). Kljub tem težavam je reka Mekong že pomembna povezava v tranzitni verigi med Kunmingom in Bangkokom s približno 300.000 tonami blaga, ki se vsako leto prevaža po tej poti. Obseg te trgovine naj bi se povečeval za 8–11 % letno. Pristaniška infrastruktura se širi, da bi se prilagodila pričakovani rasti prometa, z novimi objekti, načrtovanimi za pristanišče Chiang Saen.
V Laosu se plovila s 50 in 100 DWT uporabljajo za regionalno trgovino. Tovor, ki se prevaža, je les, kmetijski proizvodi in gradbeni material. Tajska iz Kitajske uvaža široko paleto izdelkov, vključno z zelenjavo, sadjem, kmetijskimi proizvodi in gnojili. Glavni izvoz iz Tajske je posušen longan (Dimocarpus longan), ribje olje, izdelki iz gume in potrošni material. Skoraj vse ladje, ki prevažajo tovor v in iz pristanišča Chiang Saen, so plovila s 300 DWT kitajske zastave.
Vodna trgovina v državah spodnjega Mekonga v Vietnamu in Kambodži je močno narasla, pri čemer trendi kontejnerskega prometa v pristanišču Phnom Penh in splošnega tovora skozi pristanišče Can Tho kažejo stalen porast do leta 2009, ko je zmanjšanje količine tovora mogoče pripisati svetovni finančni krizi in posledično zmanjšanju povpraševanja po izvozu oblačil v ZDA. Leta 2009 je trgovina v Mekongu dobila pomemben zagon z odprtjem novega globokomorskega pristanišča v Cai Mepu v Vietnamu. To novo pristanišče je ustvarilo ponovno osredotočenost na reko Mekong kot trgovsko pot. Kontejnerski terminali Cai Mep lahko sprejmejo plovila z ugrezom 15,2 m, kar je enakovredno največjim kontejnerskim ladjam na svetu. Ta matična plovila plujejo neposredno v Evropo ali Združene države, kar pomeni, da je blago mogoče mednarodno poslati v Phnom Penh in iz njega z enim samim pretovarjanjem v Cai Mep.
Kot mednarodna reka obstajajo številni sporazumi med državami, ki si delijo Mekong, da bi omogočili trgovino in prehod med njimi. Najpomembnejši med njimi, ki obravnavajo celotno dolžino reke, so:
- Sporazum med Kitajsko in PDR Laos o tovornem in potniškem prometu vzdolž reke Lancang–Mekong, sprejet novembra 1994.
- Sporazum o sodelovanju za trajnostni razvoj porečja reke Mekong Člen 9 Svoboda plovbe 5. april 1995 Chiang Rai.
- Hanojski sporazum med Kambodžo in Vietnamom o prometu po vodnih poteh, 13. december 1998.
- Sporazum med in med vladami Laosa, Tajske in Vietnama za olajšanje čezmejnega prevoza blaga in ljudi (spremenjen v Jangunu v Mjanmaru), podpisan v Vientianu 26. novembra 1999.
- Sporazum o komercialni plovbi na reki Lancang–Mekong med vladami Kitajske, Laosa, Mjanmara in Tajske, sprejet v Tachileiku 20. aprila 2000.
- Sporazum iz Phnom Penha med Kambodžo in Vietnamom o tranzitu blaga, 7. september 2000.
- Sporazum o plovnem prometu med Vietnamom in Kambodžo, podpisan v Phnom Penhu 17. decembra 2009.

Decembra 2016 se je tajski kabinet premierja Prayuta Chan-o-cha »načeloma« strinjal z načrtom za izkopavanje odsekov Mekonga in rušenje skalnih osamelcev, ki ovirajo enostavno plovbo. Namen mednarodnega načrta za izboljšanje plovbe po reki Lancang-Mekong za obdobje 2015–2025, ki so ga zasnovale Kitajska, Mjanmar, Laos in Tajska, je narediti reko bolj plovno za 500-tonska tovorna plovila, ki plujejo po reki od Junana do Luang Prabanga, oddaljenega približno 890 kilometrov. Kitajska je bila gonilna sila načrta za rušenje, saj želi razširiti trgovino na tem območju. Načrt je razdeljen na dve fazi. Prva faza, od 2015 do 2020, je obsegala raziskavo, projektiranje in presojo okoljskih in družbenih vplivov projekta. Te morajo odobriti štiri vključene države: Kitajska, Laos, Mjanmar in Tajska. Druga faza (2020–2025) vključuje izboljšave plovbe od mesta Simao na Kitajskem do 243 mejnih prehodov na Kitajskem in v Mjanmaru, razdalja 259 km. Lokalne skupine so nasprotovale temu, da domorodni prebivalci že uporabljajo svoje čolne vse leto in da načrt za razstrelitev brzic ni namenjen izboljšanju življenja lokalnih ljudi, temveč omogočanju celoletnega prometa velikih kitajskih komercialnih čolnov.
4. februarja 2020 je tajski kabinet glasoval za ustavitev projekta razstreljevanja in poglabljanja 97 km rečne struge, potem ko Pekingu ni uspelo zbrati denarja za nadaljnje raziskave prizadetega območja.

## Mostovi
Most prijateljstva med Mjanmarom in Laosom, zgrajen 16. februarja 2013, povezuje mjanmarski Tachilek v vzhodni državi Šan in provinco Laungnamtha v Laosu. Most je dolg 691,6 m in nosi 8,5 m široko dvopasovno cesto.
Prvi most tajsko-laoškega prijateljstva (tajsko สะพานมิตรภาพ ไทย-ลาว, RTGS: Saphan Mittraphap Thai-Lao) povezuje mesto Nong Khai z Vientianom v Laosu. 1170 m dolg most je bil odprt 8. aprila 1994. Ima dva 3,5 m široka prometna pasova z eno železniško progo na sredini. 20. marca 2004 sta se tajska in laoška vlada dogovorili o podaljšanju železnice do mesta Tha Nalaeng v Laosu. Ta razširitev je bila dokončana.
Drugi most tajsko-laoškega prijateljstva povezuje Mukdahan s Savannakhetom. Dvopasovni, 12 m širok in 1600 m dolg most je bil za javnost odprt 9. januarja 2007.
Tretji most tajsko-laoškega prijateljstva je bil odprt za promet 11. novembra 2011 in povezuje provinci Nakhon Phanom (Tajska) in Thakhek (Laos) kot del azijske avtoceste 3. Kitajska in tajska vlada sta se dogovorili, da bosta zgradili most in si delili ocenjeno ameriško Cena 33 milijonov dolarjev. Most je 1423 m dolg in 13 m širok.
Četrti most tajsko-laoškega prijateljstva je bil odprt za promet 11. decembra 2013. Povezuje provinco Chiang Rai na Tajskem z Ban Houayxayem v Laosu. Most je dolg 630 metrov (z glavnim razponom 480 metrov) in širok 14,7 metra.
Obstaja en most čez Mekong, ki je v celoti znotraj Laosa. Za razliko od Mostov prijateljstva ni mejni prehod. Stoji se v Pakseju v provinci Champasak. Dolg je 1380 m in je bil dokončan leta 2000. (15°6′19.95″N 105°48′49.51″E / 15.1055417°N 105.8137528°E)
Most Kizuna je v Kambodži, v mestu Kampong Cham, na cesti, ki povezuje Phnom Penh z oddaljenima provincama Ratanakiri in Mondolkiri ter Laosom. Most je bil odprt za promet 11. decembra 2001. S 1500 metri je bil najdaljši most v Kambodži do leta 2002.
Most Prek Tamak, ki stoji 40 km severno od Phnom Penha, so odprli leta 2010. Dolg je 1060 metrov in širok 13,5 metra.
Phnom Penh sam še nima mosta v gradnji, čeprav sta bila pred kratkim odprta dva nova mostova na Tonlé Sapu, glavni most na avtocesti v Hošiminh pa je bil podvojen leta 2010.
Drug nov most, most Neak Loeung je bil zgrajen v Neak Leungu na avtocesti 1 Phnom Penh– Hošiminh s pomočjo japonske vlade in odprt 6. aprila 2015. Ta 2,2 km dolg most s poševnimi zategami je odpravil trajektni prehod in je najdaljši most čez reko Mekong v Kambodži. Skupna dolžina mostu je 2215 m, najdaljši razpon je 320 m.
V Vietnamu od leta 2000 odprli [[most Mỹ Thuận (dolžine 1535 m), ki prečka prvi kanal – levi, glavni krak Mekonga, Sông Tiền ali Tiền Giang – v bližini Vĩnh Longa, 19. januarja 2009 pa most Rạch Miễu (dolžina glavnega mostu je 2868 m, skupna dolžina premostitve pa 8331 m), v delti Mekonga v bližini Mỹ Tho, med provincama Vietnam Tiền Giang in Bến Tre.
Most Cần Thơ prečka drugi kanal – desni, glavni pritok Mekonga, Bassac (Song Hau). Slovesno odprt aprila 2010 je najdaljši glavni razpon mostu s poševnimi zategami v jugovzhodni Aziji. Most je dolg 2,75 kilometra z najdaljšim razponom 550 m. Ima 6-pasovno vozišče, ki meri 23 metrov v širino, s 4 pasovi za avtomobilski promet in dvema pasovoma za kolesa in motorje. Celotzna premostitev je dolga 15.850 m.

## Okoljska vprašanja
Suša, povezana s spreminjajočim se podnebjem in desetine jezov hidroelektrarn škodujejo ekosistemu Mekonga. Ko se suša konča in se začnejo neizogibne poplave, so učinki mekonških jezov na dinamiko poplavnih impulzov v celotnem spodnjem Mekongu slabo razumljeni.
Čiščenje odplak je osnovno ali neurejeno v mestih in urbanih območjih po vsej dolžini Mekonga, kot je Vientiane v Laosu. Onesnaženje vode posledično vpliva na ekološko celovitost reke.
Velik del od 8,3 milijarde ton plastike, ki je prisotna na zemlji, se odpravi v oceane. Devetdeset odstotkov plastike v oceane tja odplakne le 10 rek. Mekong je eden izmed njih.
Vse več akademikov, nevladnih organizacij in znanstvenikov poziva mednarodno skupnost in komisijo reke Mekong, naj odpravijo mit o trajnostni hidroenergiji. Pozivajo k takojšnjemu moratoriju na nove gradnje in prehod na sončno in druge oblike obnovljive energije, ki so že tako zelo konkurenčne in jih je hitreje namestiti.